# Skagerak Arena
Skagerak Arena är en fotbollsstadion i Skien, Norge. Arenan är hemmaplan för Odds BK sedan 1923.
Publikrekordet är på 12 436 åskådare, satt i en Europa League-match mot Borussia Dortmund 2015, men den nuvarande publikkapaciteten är på 11 767 personer.